# John W. Duarte
Pour les articles homonymes, voir Duarte.
John William Duarte, né le 2 octobre 1919 à Sheffield, et mort le 23 décembre 2004 à Manchester, est un guitariste, compositeur, professeur, chimiste et écrivain britannique.

## Biographie
Né à Sheffield d'un père écossais, dont les ancêtres étaient d'origine portugaise, et d'une mère anglaise, il vit, à partir de l'âge de 6 ans, à Manchester. 
Dans un premier temps, il étudie la chimie à l'Université de Manchester et devient chimiste professionnel, mais il abandonne ce métier en 1969 pour se consacrer entièrement à la musique après en avoir été convaincu par Len Williams, professeur de musique et père du guitariste John Williams. Au cours de sa carrière de soliste, il donne de nombreux concerts et il se noue d'amitié avec plusieurs grands guitaristes de son temps comme Ida Presti ou Andrés Segovia. À propos de ce dernier, il a d'ailleurs écrit un livre de mémoires évoquant leurs fructueuses relations artistiques : Andrés Segovia, As I Knew Him (1998).
Autodidacte, il a composé plus de 150 pièces pour la guitare et le luth. Il est généralement connu des guitaristes pour son English Suite, op. 31, pièce en 7 parties (1963-1999), dont une section est écrite à l'occasion du mariage de Andrés Segovia avec sa nouvelle femme en 1967, ainsi que pour Homage to Antonio Lauro (Three Waltzes), op. 83, publié en 1979.
Il a également enseigné la guitare et a compté parmi ses élèves le jeune John Williams.
Duarte est mort en décembre 2004, après une longue bataille contre le cancer.

## Liste des compositions
- Prelude in C, op. 3 (1945)
- Sonata in D minor, op. 4 (1946)
- Meditation on a Ground Bass, op. 5 (1947)
- Miniature Suite, op. 6 (1948)
- Epitaph for Manuel Ponce, op. 7 (1949)
- Impromptu in E flat, op. 8 (1951)
- Valse Caprice, op. 17 (1953)
- Nocturne and Toccata, op. 18 (1954)
- Simple Prelude, op. 19 (1955)
- Variations on a Catalan Folk Song, op. 25 (1956)
- ‚Sister Awake‘ and ‚Airly Beacon‘, op. 23 (1957)
- Sonatina, op. 27 (1958)
- Fantasia and Fugue on ‚Torre Bermeja‘, op. 30 (1960)
- English Suite, op. 31 (no 1 à 7) (1963, complétée en 1999)
- Variations on a French Nursery Song, op. 32 (1965)
- Sans Cesse, op. 34 (1967)
- Prelude, Canto and Toccata, op. 38 (1968)
- Suite Ancienne, op. 47 (1969)
- Suite Piemontese, op. 46 (1970)
- Sonatina Lirica, op. 48 (1971)
- Sua cosa (Wes Montgomery Memorial), op. 52 (1972)
- All in a Row (of Webern’s), op. 51 (1973)
- Tout en Ronde, op. 57 (1973-1974)
- Partita, op. 59 (1974)
- Tentos I, op. 63 (1975)
- The Memory of a Dance, op. 64 (1976)
- Birds, op. 66 (1977)
- Guitar Duets without Tears, op. 74 (1978)
- Homage to Antonio Lauro (Three Waltzes), op. 83 (1979)
- Guitar Quintet no 1, op. 85 (1980)
- Greek Suite no 2, op. 89 (1981)
- Idylle pour Ida (Homage to Ida Presti) (1982)
- Americana (1982)
- Variations on a theme of Stèphán Rak (1985)
- Nuages passants, op. 102 (1986)
- Musikones (1989)
- Canción y Danza (Homage to Ruiz-Pipo) (1994)
- Variations on an Andante of Nikita Koshkin (1997)
- Variations on an Italian Folk Song (2000)
- The Memory of a Dance, op. 64, pour flûte et guitare

## Œuvre littéraire
- Andrés Segovia, As I Knew Him (1998)